# Gare de Mimasaka-Ōsaki
La gare de Mimasaka-Ōsaki (美作大崎駅, Mimasaka-Ōsaki-eki) est une gare ferroviaire située dans la ville de Tsuyama, dans la préfecture d'Okayama au Japon. La gare est exploitée par la compagnie JR West,sur la ligne Kishin.

## Service des voyageurs

### Desserte
La gare de Mimasaka-Ōsaki est une gare disposant d'un quai et d'une voie 

| N° de voie | Ligne    | Direction   |
| ---------- | -------- | ----------- |
| 1          | ▆ Kishin | Sayo/Himeji |
| 1          | ▆ Kishin | Tsuyama     |

| JR West          |               |               |               |                 |
| Direction Himeji | Ligne Kinshin | Ligne Kinshin | Ligne Kinshin | Direction Niimi |
| Nishi-Katsumada  |               | -             |               | Higashi-Tsuyama |